# SuperLiga (2017/2018)
SuperLiga (2017/2018) (od nazwy głównego sponsora SuperLiga CEC Bank) – siódma edycja zreformowanej najwyższej klasy rozgrywkowej w rugby union w Rumunii, a jednocześnie sto pierwsze mistrzostwa kraju. Zawody odbywały się w dniach 26 sierpnia 2017 – 26 maja 2018 roku, a tytuł mistrzowski obroniła drużyna Timișoara Saracens.

## Informacje ogólne
Na początku lipca 2017 roku Federațiă Română de Rugby potwierdziła schemat zawodów. Rozgrywki ligowe zostały zaplanowane do przeprowadzenia w siedmiozespołowej obsadzie w pierwszej fazie systemem kołowym według modelu dwurundowego w okresie jesień-wiosna, po czym nastąpiła faza pucharowa – czołowa czwórka awansowała do półfinałów. W związku z problemami finansowymi zespół z Jassy wycofał się przed wznowieniem rozgrywek po przerwie zimowej, toteż do ich końca prowadzone były w gronie sześciu uczestników. Mecze fazy pucharowej były sędziowane przez arbitrów z Wysp Brytyjskich.
W półfinałach zwyciężyły zespoły niżej rozstawione, co oznaczało, że pary w meczach o medale były takie same jak w poprzednich dwóch edycjach, a w finale spotkały się kluby, które łącznie zwyciężały we wszystkich siedmiu rozegranych edycjach SuperLigi i jednocześnie w poprzednich ośmiu sezonach ligowych. Lepsi w finale ponownie okazali się zawodnicy Timișoara Saracens, którzy pokonali zespół z Baia Mare zdobywając tym samym pierwszy w historii ligi trzeci tytuł z rzędu, brąz zaś zdobyła stołeczna Steaua.
W każdej kolejce, prócz samych meczów o medale, wybierano najlepszego jej zawodnika, były także publikowane statystyki.

## Drużyny
| Klub                         | Miasto      | 2016/2107 |
| ---------------------------- | ----------- | --------- |
| Timișoara Saracens           | Timișoara   | 1.        |
| CSM Știința Baia Mare        | Baia Mare   | 2.        |
| CSM Bukareszt                | Bukareszt   | 3.        |
| Steaua Bukareszt             | Bukareszt   | 4.        |
| Dinamo Bukareszt             | Bukareszt   | 5.        |
| CS Poli Agro Iași            | Jassy       | 6.        |
| CS Universitatea Cluj-Napoca | Kluż-Napoka | 7.        |

## Faza grupowa
| 26 sierpnia 201711:00 | CSM Știința Baia Mare | 59:5 | CS Universitatea Cluj-Napoca | Arena Zimbrilor, Baia Mare |
| 26 sierpnia 201711:00 |                       | 59:5 |                              | Arena Zimbrilor, Baia Mare |

| 26 sierpnia 201711:00 | CSM Bukareszt | 22:22 | CS Poli Agro Iași | Stadionul Arcul de Triumf, Bukareszt |
| 26 sierpnia 201711:00 |               | 22:22 |                   | Stadionul Arcul de Triumf, Bukareszt |

| 26 sierpnia 201717:00 | Steaua Bukareszt | 27:19 | Dinamo Bukareszt | Ghencea, Bukareszt |
| 26 sierpnia 201717:00 |                  | 27:19 |                  | Ghencea, Bukareszt |

| 2 września 201711:00 | CS Poli Agro Iași | 20:47 | Steaua Bukareszt | Stadionul Tepro, Jassy |
| 2 września 201711:00 |                   | 20:47 |                  | Stadionul Tepro, Jassy |

| 2 września 201711:00 | CS Universitatea Cluj-Napoca | 12:50 | CSM Bukareszt | Parcul Sportiv Iuliu Hațieganu, Kluż-Napoka |
| 2 września 201711:00 |                              | 12:50 |               | Parcul Sportiv Iuliu Hațieganu, Kluż-Napoka |

| 2 września 201719:00 | Timișoara Saracens | 23:15 | CSM Știința Baia Mare | Stadion Dan Păltinișanu, Timișoara |
| 2 września 201719:00 |                    | 23:15 |                       | Stadion Dan Păltinișanu, Timișoara |

| 9 września 201711:00 | Steaua Bukareszt | 45:8 | CS Universitatea Cluj-Napoca | Ghencea, Bukareszt |
| 9 września 201711:00 |                  | 45:8 |                              | Ghencea, Bukareszt |

| 9 września 201711:00 | Dinamo Bukareszt | 70:5 | CS Poli Agro Iași | Stadion Florea Dumitrache, Bukareszt |
| 9 września 201711:00 |                  | 70:5 |                   | Stadion Florea Dumitrache, Bukareszt |

| 9 września 201719:00 | CSM Bukareszt | 28:16 | Timișoara Saracens | Stadionul Arcul de Triumf, Bukareszt |
| 9 września 201719:00 |               | 28:16 |                    | Stadionul Arcul de Triumf, Bukareszt |

| 15 września 201719:00 | Timișoara Saracens | 15:15 | Steaua Bukareszt | Stadion Dan Păltinișanu, Timișoara |
| 15 września 201719:00 |                    | 15:15 |                  | Stadion Dan Păltinișanu, Timișoara |

| 16 września 201711:00 | CS Universitatea Cluj-Napoca | 25:38 | Dinamo Bukareszt | Parcul Sportiv Iuliu Hațieganu, Kluż-Napoka |
| 16 września 201711:00 |                              | 25:38 |                  | Parcul Sportiv Iuliu Hațieganu, Kluż-Napoka |

| 16 września 201711:00 | CSM Știința Baia Mare | 25:14 | CSM Bukareszt | Arena Zimbrilor, Baia Mare |
| 16 września 201711:00 |                       | 25:14 |               | Arena Zimbrilor, Baia Mare |

| 23 września 201711:00 | Dinamo Bukareszt | 22:22 | Timișoara Saracens | Stadion Florea Dumitrache, Bukareszt |
| 23 września 201711:00 |                  | 22:22 |                    | Stadion Florea Dumitrache, Bukareszt |

| 23 września 201711:00 | CS Poli Agro Iași | 20:29 | CS Universitatea Cluj-Napoca | Stadionul Tepro, Jassy |
| 23 września 201711:00 |                   | 20:29 |                              | Stadionul Tepro, Jassy |

| 23 września 201715:00 | Steaua Bukareszt | 39:37 | CSM Știința Baia Mare | Ghencea, Bukareszt |
| 23 września 201715:00 |                  | 39:37 |                       | Ghencea, Bukareszt |

| 29 września 201715:00 | Dinamo Bukareszt | 32:53 | CSM Bukareszt | Stadion Florea Dumitrache, Bukareszt |
| 29 września 201715:00 |                  | 32:53 |               | Stadion Florea Dumitrache, Bukareszt |

| 30 września 201710:00 | CSM Știința Baia Mare | 64:0 | CS Poli Agro Iași | Arena Zimbrilor, Baia Mare |
| 30 września 201710:00 |                       | 64:0 |                   | Arena Zimbrilor, Baia Mare |

| 30 września 201711:00 | CS Universitatea Cluj-Napoca | 22:38 | Timișoara Saracens | Parcul Sportiv Iuliu Hațieganu, Kluż-Napoka |
| 30 września 201711:00 |                              | 22:38 |                    | Parcul Sportiv Iuliu Hațieganu, Kluż-Napoka |

| 7 października 201711:00 | Timișoara Saracens | 54:20 | CS Poli Agro Iași | Stadion Dan Păltinișanu, Timișoara |
| 7 października 201711:00 |                    | 54:20 |                   | Stadion Dan Păltinișanu, Timișoara |

| 7 października 201711:00 | CSM Știința Baia Mare | 22:16 | Dinamo Bukareszt | Arena Zimbrilor, Baia Mare |
| 7 października 201711:00 |                       | 22:16 |                  | Arena Zimbrilor, Baia Mare |

| 7 października 201719:00 | CSM Bukareszt | 12:15 | Steaua Bukareszt | Stadionul Arcul de Triumf, Bukareszt |
| 7 października 201719:00 |               | 12:15 |                  | Stadionul Arcul de Triumf, Bukareszt |

| 28 października 201711:00 | CS Poli Agro Iași | 8:35 | CSM Bukareszt | Stadionul Tepro, Jassy |
| 28 października 201711:00 |                   | 8:35 |               | Stadionul Tepro, Jassy |

| 28 października 201713:00 | CS Universitatea Cluj-Napoca | 12:69 | CSM Știința Baia Mare | Parcul Sportiv Iuliu Hațieganu, Kluż-Napoka |
| 28 października 201713:00 |                              | 12:69 |                       | Parcul Sportiv Iuliu Hațieganu, Kluż-Napoka |

| 28 października 201714:00 | Dinamo Bukareszt | 9:17 | Steaua Bukareszt | Stadion Florea Dumitrache, Bukareszt |
| 28 października 201714:00 |                  | 9:17 |                  | Stadion Florea Dumitrache, Bukareszt |

| 6 kwietnia 201811:00 | CSM Bukareszt | 54:14 | CS Universitatea Cluj-Napoca | Stadionul Arcul de Triumf, Bukareszt |
| 6 kwietnia 201811:00 |               | 54:14 |                              | Stadionul Arcul de Triumf, Bukareszt |

| 6 kwietnia 201814:30 | CSM Știința Baia Mare | 18:22 | Timișoara Saracens | Arena Zimbrilor, Baia Mare |
| 6 kwietnia 201814:30 |                       | 18:22 |                    | Arena Zimbrilor, Baia Mare |

| 7 kwietnia 201811:00 | Steaua Bukareszt | 5:0 | CS Poli Agro Iași | Ghencea, Bukareszt |
| 7 kwietnia 201811:00 |                  | 5:0 |                   | Ghencea, Bukareszt |

| 13 kwietnia 201814:30 | Timișoara Saracens | 6:11 | CSM Bukareszt | Stadionul Gheorghe Rășcanu, Timișoara |
| 13 kwietnia 201814:30 |                    | 6:11 |               | Stadionul Gheorghe Rășcanu, Timișoara |

| 14 kwietnia 201811:00 | CS Universitatea Cluj-Napoca | 6:45 | Steaua Bukareszt | Parcul Sportiv Iuliu Hațieganu, Kluż-Napoka |
| 14 kwietnia 201811:00 |                              | 6:45 |                  | Parcul Sportiv Iuliu Hațieganu, Kluż-Napoka |

| 14 kwietnia 201811:00 | CS Poli Agro Iași | 0:5 | Dinamo Bukareszt | Stadionul Tepro, Jassy |
| 14 kwietnia 201811:00 |                   | 0:5 |                  | Stadionul Tepro, Jassy |

| 21 kwietnia 201811:00 | Dinamo Bukareszt | 18:12 | CS Universitatea Cluj-Napoca | Stadion Florea Dumitrache, Bukareszt |
| 21 kwietnia 201811:00 |                  | 18:12 |                              | Stadion Florea Dumitrache, Bukareszt |

| 21 kwietnia 201819:30 | CSM Bukareszt | 7:13 | CSM Știința Baia Mare | Stadionul Arcul de Triumf, Bukareszt |
| 21 kwietnia 201819:30 |               | 7:13 |                       | Stadionul Arcul de Triumf, Bukareszt |

| 5 maja 201812:00 | Steaua Bukareszt | 16:18 | Timișoara Saracens | Ghencea, Bukareszt |
| 5 maja 201812:00 |                  | 16:18 |                    | Ghencea, Bukareszt |

| 27 kwietnia 201811:00 | Timișoara Saracens | 52:7 | Dinamo Bukareszt | Stadionul Gheorghe Rășcanu, Timișoara |
| 27 kwietnia 201811:00 |                    | 52:7 |                  | Stadionul Gheorghe Rășcanu, Timișoara |

| 27 kwietnia 201813:00 | CSM Știința Baia Mare | 26:27 | Steaua Bukareszt | Arena Zimbrilor, Baia Mare |
| 27 kwietnia 201813:00 |                       | 26:27 |                  | Arena Zimbrilor, Baia Mare |

| 28 kwietnia 201811:00 | CS Universitatea Cluj-Napoca | 5:0 | CS Poli Agro Iași | Parcul Sportiv Iuliu Hațieganu, Kluż-Napoka |
| 28 kwietnia 201811:00 |                              | 5:0 |                   | Parcul Sportiv Iuliu Hațieganu, Kluż-Napoka |

| 1 maja 201811:00 | Timișoara Saracens | 47:19 | CS Universitatea Cluj-Napoca | Stadionul Gheorghe Rășcanu, Timișoara |
| 1 maja 201811:00 |                    | 47:19 |                              | Stadionul Gheorghe Rășcanu, Timișoara |

| 4 maja 201819:30 | CSM Bukareszt | 54:7 | Dinamo Bukareszt | Stadionul Arcul de Triumf, Bukareszt |
| 4 maja 201819:30 |               | 54:7 |                  | Stadionul Arcul de Triumf, Bukareszt |

| 5 maja 201811:00 | CS Poli Agro Iași | 0:5 | CSM Știința Baia Mare | Stadionul Tepro, Jassy |
| 5 maja 201811:00 |                   | 0:5 |                       | Stadionul Tepro, Jassy |

| 12 maja 201811:00 | CS Poli Agro Iași | 0:5 | Timișoara Saracens | Stadionul Tepro, Jassy |
| 12 maja 201811:00 |                   | 0:5 |                    | Stadionul Tepro, Jassy |

| 12 maja 201811:00 | Dinamo Bukareszt | 29:33 | CSM Știința Baia Mare | Stadion Florea Dumitrache, Bukareszt |
| 12 maja 201811:00 |                  | 29:33 |                       | Stadion Florea Dumitrache, Bukareszt |

| 12 maja 201811:00 | Steaua Bukareszt | 15:33 | CSM Bukareszt | Ghencea, Bukareszt |
| 12 maja 201811:00 |                  | 15:33 |               | Ghencea, Bukareszt |

## Faza pucharowa
|  |                       |                       |                    |                    |    |                       |                       |       |
|  | Półfinały             | Półfinały             | Półfinały          |                    |    | Finał                 | Finał                 | Finał |
|  | Półfinały             | Półfinały             | Półfinały          |                    |    | Finał                 | Finał                 | Finał |
|  | 19 maja 2018          |                       |                    |                    |    |                       |                       |       |
|  |                       |                       |                    |                    |    |                       |                       |       |
|  | Steaua Bukareszt      | Steaua Bukareszt      | 19                 |                    |    |                       |                       |       |
|  | Steaua Bukareszt      | Steaua Bukareszt      | 19                 | 26 maja 2018       |    |                       |                       |       |
|  | CSM Știința Baia Mare | CSM Știința Baia Mare | 20                 |                    |    |                       |                       |       |
|  | CSM Știința Baia Mare | CSM Știința Baia Mare | 20                 |                    |    | CSM Știința Baia Mare | CSM Știința Baia Mare | 15    |
|  | 19 maja 2018          |                       |                    |                    |    | CSM Știința Baia Mare | CSM Știința Baia Mare | 15    |
|  |                       |                       | Timișoara Saracens | Timișoara Saracens | 21 |                       |                       |       |
|  | CSM Bukareszt         | CSM Bukareszt         | Timișoara Saracens | Timișoara Saracens | 21 | 13                    |                       |       |
|  | CSM Bukareszt         | CSM Bukareszt         |                    |                    |    |                       |                       |       |
|  | Timișoara Saracens    | Timișoara Saracens    | 26                 |                    |    |                       |                       |       |
|  | Timișoara Saracens    | Timișoara Saracens    | 26                 | Mecz o 3. miejsce  |    |                       |                       |       |
|  |                       |                       |                    |                    |    |                       |                       |       |
|  | 26 maja 2018          |                       |                    |                    |    |                       |                       |       |
|  |                       |                       |                    |                    |    |                       |                       |       |
|  | Steaua Bukareszt      | Steaua Bukareszt      | 23                 |                    |    |                       |                       |       |
|  | Steaua Bukareszt      | Steaua Bukareszt      | 23                 |                    |    |                       |                       |       |
|  | CSM Bukareszt         | CSM Bukareszt         | 22                 |                    |    |                       |                       |       |
|  | CSM Bukareszt         | CSM Bukareszt         | 22                 |                    |    |                       |                       |       |

| 19 maja 201811:00 | Steaua Bukareszt | 19:20 | CSM Știința Baia Mare | Ghencea, Bukareszt |
| 19 maja 201811:00 |                  | 19:20 |                       | Ghencea, Bukareszt |

| 19 maja 201817:00 | CSM Bukareszt | 13:26 | Timișoara Saracens | Stadionul Arcul de Triumf, Bukareszt |
| 19 maja 201817:00 |               | 13:26 |                    | Stadionul Arcul de Triumf, Bukareszt |

| 26 maja 201818:00 | CSM Știința Baia Mare | 15:21 | Timișoara Saracens | Stadionul Arcul de Triumf, Bukareszt |
| 26 maja 201818:00 |                       | 15:21 |                    | Stadionul Arcul de Triumf, Bukareszt |

| 26 maja 201816:00 | Steaua Bukareszt | 23:22 | CSM Bukareszt | Stadionul Arcul de Triumf, Bukareszt |
| 26 maja 201816:00 |                  | 23:22 |               | Stadionul Arcul de Triumf, Bukareszt |

## Klasyfikacja końcowa
| Miejsce | Klub                         | Składy |
| ------- | ---------------------------- | ------ |
| złoto   | Timișoara Saracens           |        |
| srebro  | CSM Știința Baia Mare        |        |
| brąz    | Steaua Bukareszt             |        |
| 4       | CSM Bukareszt                |        |
| 5       | Dinamo Bukareszt             |        |
| 6       | CS Universitatea Cluj-Napoca |        |
| 7       | CS Poli Agro Iași            |        |